# والتر فرنسيس ويلكوكس
والتر فرنسيس ويلكوكس (بالإنجليزية: Walter Francis Willcox)‏ هو إحصائي أمريكي، ولد في 1861، وتوفي في 12 أكتوبر 1964.
شغل منصب رئيس المعهد الدولي للإحصاء سنة 1947.